# Overly
Overly è un comune (city) degli Stati Uniti d'America della contea di Bottineau nello Stato del Dakota del Nord. La popolazione era di 18 abitanti al censimento del 2010.

## Geografia fisica
Secondo lo United States Census Bureau, la città ha una superficie totale di 0,94 km², dei quali 0,94 km² di territorio e 0 km² di acque interne (0% del totale).

## Storia
Overly è stata fondata nel 1905 come stazione di carico della ferrovia lungo la Soo Line Railroad. L'ufficio postale di Overly è stato istituito il 21 agosto 1905 e il servizio è stato interrotto il 9 novembre 1996. La città ora condivide lo ZIP code 58384 con la vicina Willow City.
Per molti anni, la città ha prosperato come centro ferroviario, servendo da punto di trasferimento dell'equipaggio per le ferrovie che viaggiavano verso est e ovest lungo la linea. La ferrovia costruì una piattaforma girevole per la manutenzione delle locomotive e delle strutture per il carbone e l'acqua. Un passatempo popolare per i residenti della città era riunirsi al deposito ferroviario ai margini della città per guardare i treni la mattina e la sera. Molti ipotizzano che il nome della città avesse lo scopo di descrivere i numerosi equipaggi ferroviari che "sbarcavano" in città durante i cambi di turno. Altri dicono che la città prende il nome da Hans Overlie, uno dei primi coloni.
Lo United States Census Bureau registrò una popolazione di ben 193 abitanti nel 1920. Le spedizioni di grano e lo status della città come snodo ferroviario sembravano indicare una crescita futura, ma la frequenza dei treni diminuì fino agli anni 1950, quando i treni passavano senza fermarsi. La ferrovia demolì la piattaforma girevole e altre strutture, le attività commerciali chiusero e la città iniziò a cadere in declino, tant'è che la popolazione era di soli 32 abitanti al censimento del 1980. Secondo il Census Bureau, la popolazione nel 2008 della città era di 17 abitanti.

## Società

### Evoluzione demografica
Secondo il censimento del 2010, la popolazione era di 18 abitanti.

### Etnie e minoranze straniere
Secondo il censimento del 2010, la composizione etnica della città era formata dall'83,33% di bianchi, lo 0% di afroamericani, il 16,67% di nativi americani, lo 0% di asiatici, lo 0% di oceanici, lo 0% di altre razze, e lo 0% di due o più etnie. Ispanici o latinos di qualunque razza erano lo 0% della popolazione.